# Speirops
Speirops es un género obsoleto de aves paseriformes de la familia de anteojitos Zosteropidae. Actualmente sus miembros se clasifican en el género Zosterops. Su hábitat se limita a las islas del Golfo de Guinea y las montañas de Camerún.

## Especies
Tenía las siguientes especies:
- Speirops brunneus (anteojitos de Fernando Poo)
- Speirops leucophoeus (anteojitos plateado)
- Speirops lugubris (anteojitos de Santo Tomé)
- Speirops melanocephalus (anteojitos del Camerún)